# Robert Bernhardt

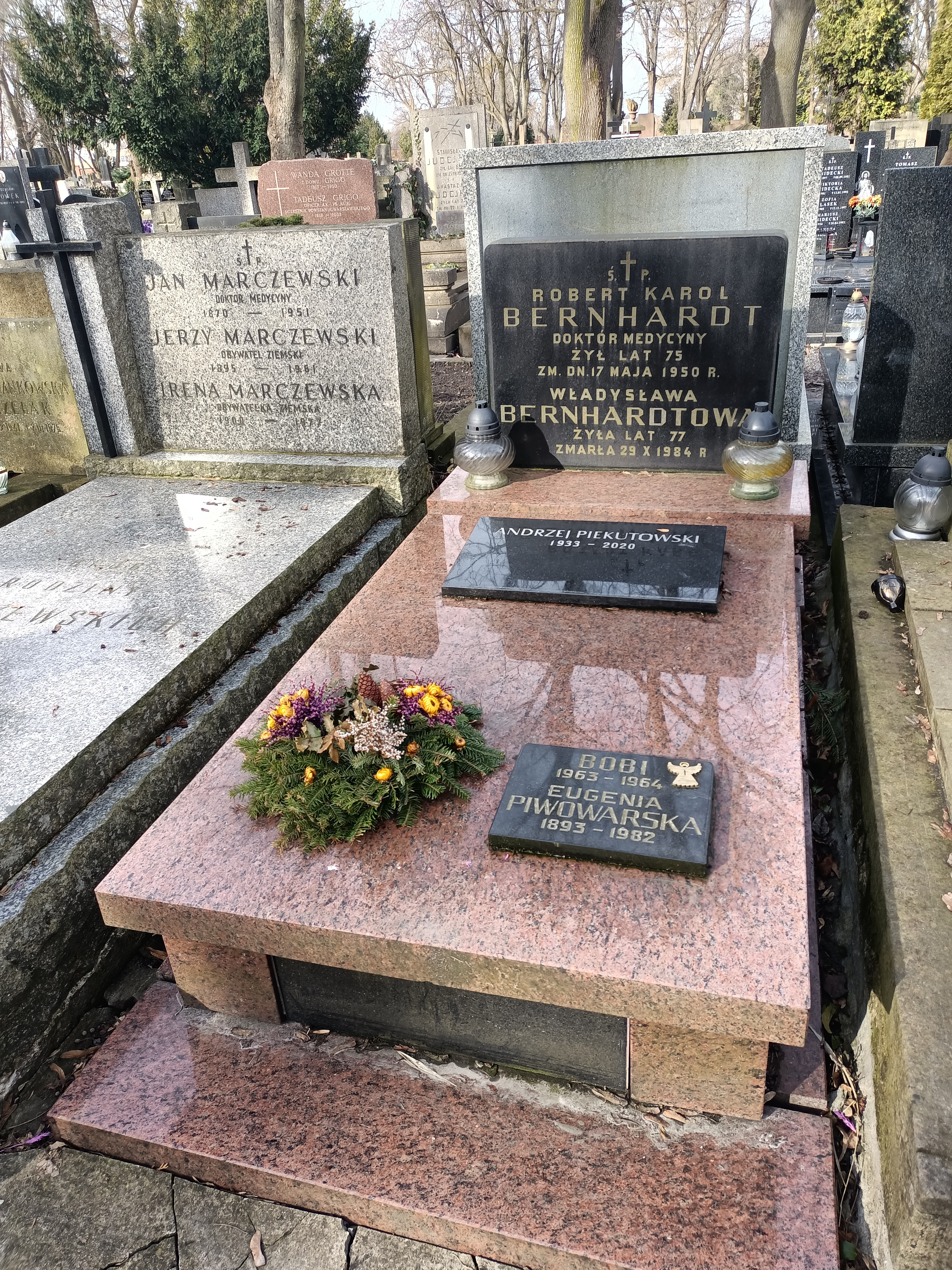
Grób Roberta Bernhardta na cmentarzu Powązkowskim w Warszawie

Robert Karol Bernhardt (ur. 23 grudnia 1874 w Kaliszu, zm. 17 maja 1950 w Warszawie) – polski lekarz dermatolog.

## Życiorys
Ukończył Gimnazjum Klasyczne w Kaliszu. W 1892 rozpoczął studia na Uniwersytecie Moskiewiskim, w 1898 otrzymał dyplom lekarski „eximia cum laude”. Następnie wyjechał do Wiednia, gdzie kontynuował naukę u prof. Moritza Kaposiego. Stamtąd przeniósł się do Wrocławia, gdzie uczył się u prof. Alberta Neissera, a następnie w Paryżu u prof. Brocqua. Po zakończeniu nauki zamieszkał w Warszawie, gdzie został asystentem dr. Antoniego Elzenberga. W 1901 podjął pracę w szpitalu św. Łazarza, w latach 1906–1936 pełnił tam funkcję ordynatora, w roku 1910 założył pierwszą w Polsce światło-leczniczą pracownię finsenowską. Współzałożyciel (1920) Polskiego Towarzystwa Dermatologicznego (1920–1927 prezes). W latach 1931–1939 redaktor „Pamiętnika Klinicznego Szpitala Św. Łazarza”, od 1933 członek Towarzystwa Naukowego Warszawskiego, od 1948 członek Polskiej Akademii Umiejętności. W 1936 został odznaczony Krzyżem Polonia Restituta, w tym samym roku przeszedł w stan spoczynku, ale kontynuował pracę naukową. Prowadził badania nad zawartością cholesterolu we krwi w schorzeniach skóry, nad zanikiem skóry i łuszczycą. Został pochowany na Cmentarzu Powązkowskim w Warszawie (kwatera 132-3-22).
Nazwisko prof. Roberta Bernhardta jest wymienione na tablicy inskrypcyjnej pomnika Ofiar Promieni X i Radu Wszystkich Narodów, który stoi przed Zakładem Radiologii Szpitala św. Jerzego w Hamburgu. Jego imię nosi kaliska Przychodnia Na Rogatce.
Jego córką jest tłumaczka literatury włoskiej Halina Kralowa.

## Wybrane publikacje
- Choroby skóry (1922),
- Łuszczyca – Psoriasis (1937),
- Opatrunki dermatologiczne (1949),
- Rozpoznawanie chorób skóry (1949).